# 763 Cupido
763 Cupido је астероид главног астероидног појаса чија средња удаљеност од Сунца износи 2,240 астрономских јединица (АЈ).
Апсолутна магнитуда астероида је 12,5 а геометријски албедо 0,045.